# Antapani Wetan
Antapani Wetan is een bestuurslaag in het regentschap Kota Bandung van de provincie West-Java, Indonesië. Antapani Wetan telt 16.255 inwoners (volkstelling 2010).